# Molly Smitten-Downes
Molly Smitten-Downes, née le 2 avril 1987 à Anstey dans le Leicestershire en Angleterre, est une auteure-compositrice-interprète anglaise.

## Biographie
Elle fait sa scolarité au couvent de Notre-Dame à Loughborough.
Molly Smitten-Downes étudie la musique au Collège de Leicester puis à l'Académie de musique contemporaine de Guildford dans le Surrey.
En décembre 2011, Molly sort son premier album.
Elle a été la gagnante du concours "Live Unsigned 2012" dans la catégorie Urban/Pop et a également reçu le prix de la meilleure chanson aux "Unsigned Music Awards" britanniques avec sa chanson " Lost Generation " en 2013.

### Concours de l'eurovision 2014
Le 3 mars 2014, la BBC a annoncé que Molly représenterait le Royaume-Uni au Concours Eurovision de la chanson 2014 avec la chanson Children of the Universe,,. Molly a écrit Children of the Universe elle-même et a expliqué qu'elle voulait écrire une chanson qui « brise les barrières politiques. » Avant le concours, Molly a signé un contrat d'enregistrement avec Warner Music UK le 1er avril 2014. Le 4 avril, Molly a annoncé que sa chanson Children of the Universe sortirait le 28 avril 2014. Lors du concours de l’Eurovision le 10 mai 2014 la chanson a été classé dix-septième sur vingt-six et a obtenu quarante points.

## Discographie

### Album
| Titre            | Album                                                                |
| ---------------- | -------------------------------------------------------------------- |
| Fly Away with Me | - Sortie: 18 décembre 2011 - Label: Molly - Format: Digital download |

### Singles

#### En solo
| Année | Titre                                    | Album             |
| ----- | ---------------------------------------- | ----------------- |
| 2013  | "Beneath the Lights" (with. Dream Beats) | Non-album singles |
| 2014  | "Children of the Universe"               | Non-album singles |

#### Avec d'autres artistes
| Année | Titre                                              | Album             |
| ----- | -------------------------------------------------- | ----------------- |
| 2011  | "Shadows" (Marger featuring Molly)                 | Non-album singles |
| 2013  | "Never Forget You" (Darren Styles featuring Molly) | Non-album singles |